# Ľuboriečka
Ľuboriečka este o comună slovacă, aflată în districtul Veľký Krtíš din regiunea Banská Bystrica. Localitatea se află la altitudinea de 230 m deasupra n.m., se întinde pe o suprafață de 11,68 km2 și în 2017 număra 142 de locuitori.

## Istoric
Localitatea Ľuboriečka este atestată documentar din 1335.

## Demografie
| An:                | 1994 | 2004    | 2014    | 2024   |
| ------------------ | ---- | ------- | ------- | ------ |
| Număr de persoane: | 129  | 180     | 143     | 150    |
| Diferență:         |      | +39,53% | −20,55% | +4,89% |

| An:                | 2023 | 2024   |
| ------------------ | ---- | ------ |
| Număr de persoane: | 154  | 150    |
| Diferență:         |      | −2,59% |